# Oret
Oret (en wallon Ôret) est une section de la commune belge de Mettet située en Région wallonne dans la province de Namur.
C'était une commune à part entière avant la fusion des communes de 1977. La partie sud de la route Fraire-Rouillon fut rattachée à Florennes et la partie nord avec le centre du village fut rattachée à l'entité de Mettet.

## Géographie

### Situation
Oret est situé en province de Namur, dans le Condroz et l'Entre-Sambre-et-Meuse. À la suite de la fusion des communes en 1977, la localité est aujourd'hui intégrée à l’entité de Mettet, dans le canton de Fosses-la-Ville et dépend de l’arrondissement judiciaire de Namur. 

### Superficie
La superficie d’Oret, avant la fusion des communes, était de 569 ha, 49 a, 88 ca. L’altitude au centre du village est de 232 mètres. Le point culminant se situe à la croix du calvaire, à la limite d’Oret-Mettet : 278 mètres. La population compte actuellement un peu plus de 500 habitants.

### Géographie physique
Le centre du village est blotti dans une vallée, la vallée de la Biesme, ce qui lui donne un aspect particulier, c’est pour cette raison que l’on a surnommé les habitants d’Oret « les ramponeaux » (un ramponeau étant un ancien filtre à café en tissu). La Biesme prend sa source dans le sud du village, dans le hameau de Corroy. Anciennement, il fournissait la force motrice à plusieurs moulins, à un fourneau à fondre le fer et à une forge. Plus tard, la tannerie y trouvera l’eau nécessaire à son fonctionnement.

### Géologie
On rencontre à Oret des terrains calcaires dits « condrusien » et des terrains quartzoschisteux dit « condrusiens de l’étage inférieur ». Le village repose sur un plateau largement ondulé, qui offre successivement, en sillons parallèles, des terrains plats unis ou inclinés et des coteaux escarpés. Cela est dû aux eaux de ruissellement qui ont érodé les bandes tendres de calcaire ; les bandes plus dures ont résisté.
La couverture est constituée d’une couche de terre arable plutôt mince. Les endroits les plus élevés, au sol caillouteux composé de sable grossier mêlé d’argile sont souvent boisés. Au fond des viviers se trouve une terre alluvionnaire assez riche. Les surfaces plates ont un sol argileux et assez meuble, permettant aujourd’hui, grâce aux engrais modernes, la pratique de multiples cultures.                   
Le sous-sol du village est très riche et très varié, on y a exploité des éléments comme le minerai de fer, la terre plastique, le sable blanc, les pierres (calcaire, grès schiste) et l'eau. Aujourd'hui, ce dernier élément est l’exploitation souterraine la plus importante de la localité.
Trois sociétés la pompent et la distribuent dans la région : l’AIEM, l’INASEP et la Société Wallonne des Eaux qui distribue l'eau vers Charleroi. Le village est entouré de cinq stations de pompage et d’un réservoir.
Le sous-sol du village est très riche et très varié, on y a exploité les éléments suivants. 

#### Le minerai de fer
Une des plus grandes particularités du sous-sol est la présence en quantité importante de minerai de fer. Ce dernier est un minerai limoneux, couleur rouille plus ou moins foncée appartenant à l’espèce des limonites, du groupe des hydroxydes.
Les gisements les plus importants se situent au lieu-dit « les Minières », actuellement sur la commune de Florennes, mais avant les fusions, une partie de ce territoire faisait partie de la commune d’Oret. Cependant on a extrait ce minerai en de nombreux endroits aux alentours du village : la place communale doit son origine à une ancienne minière.   
C’est dans les vides que laissent souvent à leur jonction les terrains calcaires et schisteux que se rencontrent les gisements de minerai de fer, on les définit alors comme « amas couchés » ou « gîtes de contact ». Le minerai se rencontre aussi dans le calcaire, dans des bassins naturels à une profondeur variable, ces gisements sont définis alors comme « amas » ou « filons ». On peut le rencontrer aussi dans les limons déposés par les cours d’eau ; il s’agit là de minerai d’alluvion.

### Urbanisme
Les anciennes habitations sont surtout bâties en pierre. L’abondance de pierres bleues dans les murs et façades des habitations du village témoigne de la présence de carrières dans les environs, entre autres à Biesme et à Biesmerée. Cependant, on extrayait aussi du petit granit dans le village, au lieu-dit « Station des minières » et dans les terrains près de la grotte des Nutons.
Dans le village s’élèvent d’imposants bâtiments en pierre taillée, réalisés dans la seconde moitié du XIXe siècle : l’imposante église néo-romane, les écoles communales, l’ancienne demeure des Sœurs françaises et la grosse ferme « de Bruges », au pied de la rue du cimetière.
On peut y voir aussi des maisons construites avec des pierres de grès brun, qui étaient retirées du sol lors des travaux de terrassement. Certaines habitations ne possèdent pas de fondation et sont construites directement sur le schiste. Quelques constructions marient harmonieusement le calcaire et le grès.
Une particularité du centre du village ! Les longs murs en pierre bleue entourant les maisons et longeant les routes, construits par les anciens bourgmestres, dont nous reparlerons : Joseph Delvaux et son fils Edouard qui firent ainsi entourer leurs propriétés. Il serait dommage de les voir un jour disparaître.
Il faut déplorer la perte du cachet original de notre village, due à cet état d’esprit de « modernisme destructeur » de l’après guerre 40, qui gâcha de superbes façades d’époque.
A déplorer aussi des travaux de voirie qui lors du goudronnage des chemins ont surélevé des chaussées de façon disgracieuse et exagérée.
On peut aussi regretter la disparition des fontaines et des pompes qui se trouvaient en de nombreux endroits du village. Elles furent détruites après l’adduction d’eau potable dans les habitations vers 1951. A regretter aussi, la démolition de « l’étang », ce grand abreuvoir en pierre pour le bétail, situé à droite de l’ancienne école des garçons.
Heureusement, aujourd’hui, l’administration tout comme les particuliers sont plus sensibles à la conservation de notre patrimoine. Signalons que deux fontaines sont depuis peu réhabilitées.
Enfin, peut-on rêver ? Quelques aménagements qui seraient « un plus » pour le charme de notre village : comme l’aménagement de notre place communale, afin que les enfants ou les piétons retrouvent un espace vert et riant dans ce parking démesuré.

## Démographie
- Sources:INS, Rem:1831 jusqu'en 1970=recensements, 1976= nombre d'habitants au 31 décembre

## Histoire

### Le domaine antique
Oret fait partie du domaine antique de Biesme jusqu’en 1664.
La région d’Entre-Sambre-et-Meuse était anciennement une forêt très dense et épaisse : la forêt de la Marlagne. Les hommes, du Néolithique jusqu’au XIXe siècle, l’ont déboisée petit à petit, ils ont fait des « sarts », afin de cultiver, d’où le nom de villages tels « Sart-Eustache » ou « Sart Saint-Laurent ».
C’est ainsi que parmi ces forêts, un domaine avait trouvé ses limites naturelles par son bassin hydrographique  : « le ban de Biesme ». 
Dans la partie méridionale de cette entité, au milieu des bois, apparaîtra très tôt le village d’Oret.
Au Nord, dans la forêt, s’installera au Moyen Age sur des terres défrichées, une population agricole créant ainsi le village de Sart-Eustache.
Au centre du domaine s’étend une large bande horizontale de terres cultivées. C’est dans cette zone que se sont développés les villages de Gougnies, Fromiée, Biesme et ses nombreux hameaux ainsi que Scry.
Cette zone défrichée sur des terres fertiles, concentrée au départ, le long de la Biesme et de ses affluents, fut probablement le berceau d’une tribu celte. Elle continuera à s’étendre durant la période romaine, car on y a découvert de nombreux vestiges belgo-romains à caractère agricole ; vestiges de construction et cimetière de cette époque à Biesme, trois sites sur le futur fief de Mettet, à Thozée, à Tri-Salet et à Arneumont, la villa dite de Bauselenne. 
À l’époque mérovingienne, le domaine de Biesme était situé dans le pagus de Lomme, qui comprenait en partie Entre-Sambre-et-Meuse, ainsi que Gembloux et Nivelles, au nord de la Sambre. À l’époque carolingienne, le « Pagus Lomacensis » forme un des quatre grands cantons du diocèse de Liège et constitue ce qui deviendra le comté de Namur. 
Cette vérité historique repose sur les documents connus qui traitent des différents lieux habités répartis le long des petits affluents qui donnent naissance à la rivière « la Biesme ».
La position centrale de ce domaine dans l’Entre-Sambre-et-Meuse apparaîtra d’emblée parmi les vastes domaines qui l’entourent ( Gerpinnes, Fosses, Brogne, Hanzinnes et Florennes).
À l’époque mérovingienne, Mettet ne comptait que quelques fermes, construites avec les matériaux des anciennes constructions belgo-romaines. En 987, Mettet  est l’objet d’une donation de l’Empereur Otton III à l’Abbaye de Brogne (Comté de Namur). En 1253, le prince-évêque de Liège, intéressé par Mettet qui présente une position stratégique entre son domaine de Fosses et celui de Florennes, au travers du Comté de Namur, achète le droit d’avouerie namuroise. 

### Oret, au départ, une communauté villageoise
Oret, à l’origine, n’avait pas les limites territoriales actuelles. Ces limites avant d’être politiques furent d’abord géographiques : au sud du domaine antique de Biesme, un village va se former tout le long d’un ruisseau, « Oret ». 
Son développement fut certainement influencé par la présence de minerai de fer dans le sous-sol. Si à l’époque romaine, on y relève déjà des indices de l’existence d’une industrie métallurgique, les scories de sarrasins se rencontrant dans la plupart de nos champs pourraient dater d’une période bien plus ancienne.
Au Moyen Âge, Oret n’a pas de structure indépendante, il est un des villages qui composent le fief de Biesme. Cependant, il n’en forme pas moins une communauté villageoise, celle-ci vit de l’exploitation du minerai de fer et de l’agriculture. À cette époque, on y relève la présence d’un fourneau. Le village possède très tôt son église baptismale. En 1250, à la suite de la demande de la communauté d’Oret, le village sera établi en paroisse autonome. Cette indépendance dans le domaine paroissial est un premier pas vers la séparation d'Oret avec Biesme.
Au XVIIe siècle le « ban de Biesme » sera morcelé : le roi d’Espagne établit les paroisses de Oret et de Sart-Eustache en seigneuries hautaines. C’est la dernière séparation du village avec sa grande sœur de Biesme. Ces nouvelles seigneuries seront acquises par une aristocratie d’industrie, à savoir des maîtres de forges.
Cependant les biens, surtout des bois, qui avaient été accumulés par la communauté des manants au fil des siècles ne furent pas séparés car ce partage était relativement complexe. Ces biens continueront d’être gérés en un bloc par les différents représentants des parties afin que leurs profits soient répartis équitablement entre les habitants. Ce ne sera qu’en 1853 que ces forêts seront partagées entre les différentes communes de l’antique ban de Biesme.
L’histoire du village d’Oret est intimement liée à la présence de minerai de fer que l’on rencontre dans son sous-sol. Oret jouxte en effet le plus gros gisement de minerai de fer d’Entre-Sambre-et-Meuse, qui était situé sur les anciennes communes de Fraire, Morialmé et Oret. Ainsi, un rapport archéologique rédigé en 1878 mentionnait à Oret un dépôt de scories considérable résultant du travail d’anciennes usines à fer qui datait probablement de l’époque romaine voir celtique.

Les habitants d’Oret vivront de l’extraction du minerai de fer jusqu’en 1880, à cette date, les mines ne furent plus exploitées à la suite de l’ouverture d'autres mines au Luxembourg. Comme le chemin de fer était apparu dans le village pour transporter le minerai de fer vers le bassin de Charleroi, de nouvelles usines s’implanteront dans la partie sud de l'ancienne localité : une verrerie, une faïencerie trouveront dans le sous-sol la matière première nécessaire.
L’école, tout comme l’église, furent construites vers 1870 grâce au revenu que la commune engrangea par l’extraction des scories de bas fourneau qui contenaient encore beaucoup de fer.
En se dirigeant vers Biesme, un imposant monument en chêne représente un tirailleur algérien à la charge, il rappelle qu’en août 1914, environ mille soldats français et allemands furent tués lors de plusieurs attaques dans les campagnes de Wagnée, un hameau situé entre Biesme et Oret.
La fusion d’Oret avec l’entité de Mettet, en apportant une gestion moderne et un regroupement d’effectifs, fut assez avantageuse pour la localité. Malheureusement, du point de vue relationnel, elle reste un échec : disparition du bourgmestre et de son conseil, tous des citoyens de l’endroit, disparition du garde champêtre, du cantonnier, disparition d’une communauté autant que d’une commune.
Aujourd’hui, l’esprit de village tel qu’il était jadis ne survit que par le dynamisme de quelques comités locaux et aussi par la présence de son école communale, heureusement active et bien fréquentée.

## Économie
Oret est devenu un village essentiellement résidentiel. Il a perdu peu à peu sa vocation agricole puisqu’il ne subsiste aujourd’hui que deux petites fermes et un marchand de bétail. La proximité du zoning de Mettet en a écarté, semble-t-il, toute implantation industrielle nouvelle de quelque importance. Hormis l’entreprise de travaux publics Lambert et quelques indépendants, artisans, commerçants, aucune autre activité n’y est source d’emplois.

## Enseignement
Ecole communale d'Oret, maternelle et primaire, place d'Oret.

## Source
- Dany Bastin, Oret le Fer et la Terre, 2004, 116 p. (Avec l'autorisation de l'auteur).